# ポケットモンスター ブリリアントダイヤモンド・シャイニングパール
『ポケットモンスター ブリリアントダイヤモンド・シャイニングパール』は、2021年11月19日に発売されたNintendo Switch用ロールプレイングゲーム『ポケットモンスター ブリリアントダイヤモンド』と『ポケットモンスター シャイニングパール』の総称である。この項では、『ポケットモンスター ブリリアントダイヤモンド』と『ポケットモンスター シャイニングパール』を扱う。略称は「BDSP」「ダイパリメイク」。

## 概要
『ポケットモンスター ブリリアントダイヤモンド』と『ポケットモンスター シャイニングパール』は、ポケットモンスター完全新作の4作目であるニンテンドーDS用ソフト『ポケットモンスター ダイヤモンド・パール』を、Nintendo Switch用にアレンジしたリメイク作品である。
ストーリーはオリジナル版を忠実に再現し、フィールドのグラフィックも当時のドット絵をそのまま3DCGに起こしたような見た目となっている。
これまでポケットモンスターの本編シリーズはゲームフリーク、クリーチャーズが開発してきたが、今作品の開発はILCAが担当している。ポケットモンスターの本編シリーズの開発に上記2社以外が参加するのは初となる。
本作の開発は2019年頃に始まり、2021年2月27日の「Pokémon Presents 2021.2.27」にて、「Pokémon LEGENDS アルセウス」と共に本作の発売が発表された。

## ゲームシステム
今作からの新要素・変更点を主に記述する。基本的な内容は「ポケットモンスター ダイヤモンド・パール#ゲームシステム」を参照。

### BDSPにて新たに追加された要素
- プレイ開始時に主人公の容姿を選択するようになった。
- ブティックが追加され、主人公の着せ替えが可能。
- 「オートセーブ」が追加された。初期設定ではオンの状態。
- 過去のリメイク作品とは異なり、原作の次の世代(ここでは第五世代の『ブラック・ホワイト』)以降に追加されたポケモンに関して一切登場しない。
- 『Pokémon HOME』との連携に対応しており、他作品からポケモンを連れてきたり、預けることが可能。なおこの作品に連れて来ることが出来るのはダイヤモンド・パールまでに登場したポケモンに限られる（リージョンフォームを除く）。
- フェアリータイプが追加。ただし、イーブイはたとえ進化条件を満たしていても、ニンフィアに進化することが出来ない。
- プレイしているNintendo Switch本体内に『ポケットモンスター ソード・シールド』のセーブデータが記録されているとジラーチが、『ポケットモンスター Let's Go! ピカチュウ・Let's Go! イーブイ』のセーブデータが記録されているとミュウが、いずれもソノオタウンでゲットできる。また『Pokémon LEGENDS アルセウス』ですべての「メイン任務」を達成したセーブデータが記録されているNintendo Switch本体のユーザーで起動することにより、アルセウスをゲットするのに必要な「てんかいのふえ」を入手することが出来る。
- 原作には無かった、ジムリーダーおよびポケモンリーグの四天王・チャンピオンとの再戦が導入された。特に後者では、『プラチナ』をベースとする強化版（再戦）だけでなく、さらに高レベルの再々戦も用意され、本編史上初めてポケモンリーグが二度も強化されることとなった。

### DS版とは異なる要素
- ポケモンのタイプや覚える技、特性は第八世代基準のものを採用。
- DS版では全てのポケモンの鳴き声が電子音だったが、本作ではピカチュウとイーブイの鳴き声のみ『ポケットモンスター Let's Go! ピカチュウ・Let's Go! イーブイ』及び『ポケットモンスター ソード・シールド』と同様にそれぞれ大谷育江と悠木碧の声に変更。
- 「スーパーコンテスト」では、ビジュアルしんさをせず、ダンスしんさとえんぎしんさが統合したルールに変更された。
- トバリシティの「トバリゲームコーナー」は、海外での表現規制の都合上廃止され、ブティック「ファッションスタイル ゆびをふる」に変更された。なお、店内BGMは忠実にリメイクされている。
- バトルフィールドに於ける霧登場の仕様が変更。DS版では濃霧が発生している道路でトレーナーや野生のポケモンと戦闘が発生すると、視界不良で命中率が下がる仕様となる。一方で、今作は戦闘中は地面に霧が広がる「ミストフィールド」の状態となっている。ミストフィールドの状態では、状態異常が発生せず、「ドラゴン」の技の効果が半減する。道路の濃霧除去に「きりばらい」を用いる仕様はDS版と変わっていない。
- 殿堂入り後に行くことができる「パルパーク」が、伝説のポケモンに出会える「ハマナスパーク」に変更された。
- 連れ歩き機能が拡大され、「ふれあいひろば」外または本作に登場する全てのポケモンで可能となった。2018年発売の『Let's Go! ピカチュウ・Let's Go! イーブイ』とは異なり、ポケモンの身長は反映されていない。
- 殿堂入り後のバトルタワーで「ジャッジ機能」が使用可能。
- 『ソード・シールド』が発売された第八世代から一部のわざが使用不可能となったことを踏まえて、一部のわざマシンの中身が原作から変更されている。また、第七世代以降の「ひでんマシン」の廃止を受けて、ひでんマシン01～08はわざマシン93～100に変更された。なお、わざマシンは原作と同様に使い捨てとなっている。
  - 一方で、ひでんわざ自体は、第七世代以降同様に手持ちポケモンが覚えずとも、ポケッチを通じて野生のポケモンが手助けしてくれる形で使用できるようになった。

## 世界観
『ブリリアントダイヤモンド・シャイニングパール』で追加・変更された内容は以下の通り。
コトブキシティ
GTS（グローバル・トレード・ステーション）
『ブリリアントダイヤモンド・シャイニングパール』では「グローバルミラクルトレードステーション」として機能が変更された。

トバリシティ
ゲームコーナー
『ブリリアントダイヤモンド・シャイニングパール』では海外の表現規制の影響で廃止され、「ファッションスタイル ゆびをふる」というブティックに取って替えられた。

221番道路（221ばんどうろ）
マサゴタウンと（原作では）パルパークを結ぶ、3つの道路・水道で構成される長い道のりの一つ（219番道路、220番水道、当道路）。『ブリリアントダイヤモンド・シャイニングパール』では行き止まりにある施設が「パルパーク」から「ハマナスパーク」に変わっている。
ハマナスパーク
前述の通り、今作で「パルパーク」に代わる新たな施設。洞窟に石板を納めることで伝説のポケモンが出現する。
地下大洞窟
『ブリリアントダイヤモンド・シャイニングパール』のみ登場。オリジナルにおけるちかつうろに相当し、場所によっては「空洞」「大空洞」という地下とは思えない景色が広がる場所が存在し、ここでしか捕まえられないポケモンもいる。
花の楽園（はなのらくえん）
新月島と同様、通常プレイでは行くことができない。

## 開発
ILCAの東京と名古屋のスタッフで作成された。ポケモンが好きなスタッフが多かったという。
元々が神話に則った深めで面白いチャレンジをしているため、ストーリーを変えるということはせず、小さなキャラクターで走って楽しむような世界を作り、当時遊んだ人は「懐かしい」、新しく遊んだ人には「『ダイヤモンド・パール』はこんな感じだった」と感じてもらうソフトに仕上げている。

## 評価
今作のゲームの出来に関して、ファンや批評家の間で賛否両論となった。特に、世界的ゲームポータルサイト『IGN』によるレビューでは、本家・米国版では10点満点中8点であったのに対し、IGN JAPAN（著者：渡邉卓也）では5点という低評価が付けられた。原作に忠実な作りが様々な問題を生み出しており、原作に対して懐かしい気持ちのあるプレイヤーでなければ推奨できないという結論が下された。
他にも、グラフィックが『ソード・シールド』、さらにはポケモンにおける過去のリメイク作品（オメガルビー・アルファサファイア、Let's Go! ピカチュウ・Let's Go! イーブイ等）と比べて退化しているという批判も相次いだが、その一方で、原作の2D映像を見事3Dスタイルに昇華させているという賞賛の声も挙がった。

### 受賞
- ＃Twitterトレンド大賞 2021 11位「ダイパリメイク」
- 日本ゲーム大賞2022[16][17]
  - ベストセールス賞
  - グローバル賞 日本作品部門